# Mylonchulus incurvus
Mylonchulus incurvus är en rundmaskart som först beskrevs av Nathan Augustus Cobb 1917.  Mylonchulus incurvus ingår i släktet Mylonchulus och familjen Mononchidae. Inga underarter finns listade i Catalogue of Life.